# Episteme sumbana
Episteme sumbana là một loài bướm đêm trong họ Noctuidae.